# Grammodes dubitans
Grammodes dubitans là một loài bướm đêm trong họ Erebidae.